# Conradina etonia
Conradina etonia är en kransblommig växtart som beskrevs av Robert Kral och Mccartney. Conradina etonia ingår i släktet Conradina och familjen kransblommiga växter. Inga underarter finns listade i Catalogue of Life.